# Gilson Schwartz
Gilson Schwartz  é economista, sociólogo, jornalista, professor e pesquisador brasileiro.
Graduado em Economia (1980) e em Ciências Sociais (1981), pela Universidade de São Paulo, é Mestre (1985) e Doutor (1993) em Ciência Econômica pela Universidade Estadual de Campinas com pós-doutorado no Núcleo de Pesquisa em Relações Internacionais (Nupri) da USP entre 1995 e 1999, onde criou o portal de economia "Brazil Investment Link". Como Professor Visitante do Instituto de Estudos Avançados da USP, criou em 1999 o projeto "Cidade do Conhecimento", pioneiro em conceitos e práticas de produção colaborativa de conhecimento mediadas por redes digitais que se organizam por projetos e socializam as inovações em design de mídias e infra-estruturas audiovisuais. É pesquisador associado ao Núcleo de Política e Gestão Tecnológica (PGT) da USP, Coordenador Científico Adjunto do Núcleo de Pesquisa em Tecnologias para Arquitetura e Urbanismo (NUTAU) da Faculdade de Arquitetura e Urbanismo da USP e integra o Programa de Pós-Graduação Interdisciplinar Diversitas, na Faculdade de Filosofia, Letras e Ciências Humanas (FFLCH) da USP.
Desde 2005 é professor do Departamento de Cinema, Rádio e TV da Escola de Comunicações e Artes da USP, onde ministra a disciplina de pós-graduação "Economia da Informação e Novas Mídias" e criou disciplinas eletivas de graduação como "Introdução à Iconomia", "Economia do Audiovisual Internacional" e "Game Design" para estudantes de engenharia, ciência da computação, economia e administração, comunicações e artes. Na atividade acadêmica, suas principais áreas de interesse são História do Pensamento Econômico e Social, Economia Internacional, Política Econômica, Economia do Conhecimento e do Audiovisual, e, em particular, os temas: sistema financeiro mundial, tendências tecnológicas, indústrias criativas, inclusão digital, gestão do conhecimento e de ativos intangíveis, filosofia política e teoria crítica.
Entre 1983 e 2006 foi articulista do jornal Folha de S.Paulo e, em 2007, das revistas Época e Época Negócios. Em 2008, publicou o blog "Iconomia" no portal Terra. Desde 1994 tem atuado em diferentes instituições financeiras (BankBoston, BNDES, BNB, CEF e BB).
Criou em 1999, no âmbito do Instituto de Estudos Avançados da USP, o projeto de pesquisa Cidade do Conhecimento. Em 2005, o projeto foi transferido para o Depto. de Cinema, Rádio e TV da ECA-USP, recebendo, em 2006, a distinção "Top 30" da Development Gateway Foundation e, em 2007, o Prêmio Padrão de Qualidade na Categoria Acadêmica, pela  B2B Magazine.
Entre 2007 e 2008, foi Curador do Centro Cultural Bradesco no Second Life 
É pesquisador do Núcleo de Política e Gestão Tecnológica (PGT) da USP e foi fellow do Network Culture Project da Annenberg School for Communications, University of Southern California  Desde 2011 é professor do Programa de Pós-Graduação Interdisciplinar Humanidades, Direitos e Outras Legitimidades